# جوناثان هنريكي سيلفا
جوناثان هنريكي سيلفا (بالبرتغالية: Jonathan Silva‏) هو لاعب القفز الثلاثي برازيلي، ولد في 21 يوليو 1991 في فارجينها في البرازيل.

## وصلات خارجية
- جوناثان هنريكي سيلفا على موقع الاتحاد الدولي لألعاب القوى (الإنجليزية)
- جوناثان هنريكي سيلفا على موقع الدوري الماسي (الإنجليزية)
- جوناثان هنريكي سيلفا على موقع أوليمبيديا (الإنجليزية)